# Friedrich Fröbel
Friedrich Wilhelm August Fröbel (født 21. april 1782 i Oberweisbach i Fyrstendømmet Schwarzburg-Rudolstadt, død 21. juni 1852 i Marienthal i Hertugdømmet Sachsen-Meiningen) var en tysk pædagog.

## Liv og gerning

### Ungdom og uddannelse
Hans første uddannelse var mangelfuld og uden plan. Efter at have fået lidt undervisning af faderen, der var præst, gik han i en borgerskole, kom så et par år i lære hos en forstmand og hørte derpå forelæsninger i Jena over matematik og naturvidenskab. Pengemangel afbrød dette studium 1801, og i nogle år beklædte han nu ulige underordnede stillinger ved skov- og landvæsenet. 1805 kom han til Frankfurt a. M. for at blive arkitekt, men da han her fik timer ved den af pestalozzianeren Grüner ledede mønsterskole, blev han vundet for lærergerningen og samtidig mægtig grebet ved læsningen af Pestalozzis skrifter, en påvirkning, der blev endnu dybere, efter at han som huslærer for en familie v. Holzhausen’s to sønner havde opholdt sig 1808—1810 i Yverdun hos Pestalozzi. I de følgende to år studerede han sprog og naturvidenskab i Göttingen og Berlin, deltog 1813—1814 som frivillig ved Lützow’s korps i krigen mod Napoleon og blev derefter assistent ved det mineralske museum i Berlin, men opgav denne stilling for at følge sit lærerkald.

### Første uddannelsesinstitut
Sammen med de unge teologer Langethal og Middendorff, hvis venskab han havde vundet under felttoget, oprettede han 1817 i Griesheim ved Rudolstadt en "almindelig tysk opdragelsesanstalt", der året efter flyttedes til det nærliggende Keilhau. I begyndelsen fik dette institut ord for at fremme demagogiske bestræbelser; men det bestod med glans den prøve, som superintendenten måtte holde der. Fröbel, der søgte at vække sine elevers lyst og selvvirksomhed og lod undervisningen stadig afveksle med leg, håndarbejde og udflugter i omegnen, offentliggjorde sine tanker om en fuldstændig reform af børneundervisningen i flere programmer og i sit 1826 udgivne værk "Menschenerziehung".
Allerede som barn havde Fröbel tilbøjelighed til at fordybe sig i naturen for der at søge løsning på livets modsigelser. På mystisk måde fandt han sindbilleder på menneskelivets forhold i planteverdenen, i tallene og i matematikkens grundformer, og efterhånden kom han til den erkendelse, at naturlivets love er identiske med menneskelivets, hvorfor han krævede en naturlig udvikling af de menneskelige anlæg, både i retning af kundskaber og færdigheder. Men mens han hævdede, at naturens og menneskets liv slår i nøje sammenhæng og samler sig i Gud som enhed, betonede han tillige, at det enkelte menneske skal være et efter sin individualitet harmonisk udviklet hele, der bevidst indordner sig som led i samfundet, gennem opdragelsen ført til enhed med Gud, naturen og andre mennesker. Barnet skal fra den tidligste alder udvikles metodisk, på ethvert trin modtage, hvad der passer for dets alder, og barndommen skal ikke blot betragtes som en forberedelse til Livet, men som en vigtig del af selve livet. Religion, naturkundskab og sprog er de mest betydningsfulde undervisningsfag; men hvad der er vigtigere end indprenten af kundskaber, er at vække barnet til selvvirksomhed, og i dette øjemed bør man allerede fra den tidligste barndom tage den trang til virksomhed, der viser sig i barnets lege og er af stor betydning for dets liv som voksen, i opdragelsens tjeneste. Fröbels fremstilling, baade her og i andre skrifter, led af svulst og uklarhed, da han var en underlig blanding af tænker og digter, og foreløbig vandt hans anskuelser kun tilslutning i en snæver kreds.

### Senere tiltag
Økonomiske vanskeligheder tvang ham 1831 til at overlade anstalten i Keilhau til sin medarbejder Barop, og han søgte nu et virkefelt i Schweiz. Under sin skolevirksomhed i Luzern mødte han megen uvilje hos gejstligheden, der i hans panteistisk farvede kristendom så det rene fritænkeri, og fulgte derfor 1835 en opfordring fra regeringen i Bern til at oprette et vajsenhus i Burgdorf. Ved her at fordybe sig i Comenius’ skrifter fik han øjet endnu mere åbent for betydningen af småbørns opdragelse og den opgave, her er tildelt kvinden, og efter at han 1837 var vendt tilbage til sin hjemstavn i Thüringen, sysselsatte han sig resten af sit liv udelukkende med denne sag. Han havde en sjælden evne til’ at forstå småbørn, omgås dem og sammenfatte sine iagttagelser over dem i et system. Sine ideer om deres opdragelse ville han virkeliggøre gennem børnehaverne, for hvilke han utrættelig virkede i gerning og gennem foredrag og skrifter, lige som han oprettede et seminarium for børnehavelærerinder på Marienthal slot, der var overladt ham af hertugen af Sachsen-Meiningen. Året før sin død led han den krænkelse, at børnehaverne blev forbudte i Preussen af kultusminister v. Raumer, der forvekslede Fröbel med hans radikale brodersøn, og forbuddet blev foreløbig ved magt, uagtet Fröbel godtgjorde, at han ingenlunde delte brodersønnens anskuelser. Til gengæld gav Diesterweg hans virksomhed sit bifald.

## Betydning
Den modstand, Fröbel vakte ved det ny og til dels aparte i hans ideer, og som blev forstærket ved enkelte alt for ivrige tilhængeres forsøg på at løsrive småbørns opdragelse fra familien, hvad der stod i bestemt modstrid med Fröbels tankegang, har senere lagt sig efter, at anskuelserne på dette område har klaret sig. Det må erkendes, at Fröbels bestræbelser grunder sig på en i det væsentlige rigtig tanke, selv om man ikke i alt billiger den form, under hvilken denne fremtræder. Hans fortjenester ligger derfor mindre i selve systemet og metoden end i påvisningen af den tidlige barndoms betydning for menneskets hele senere udvikling og i den bevægelse, han har fremkaldt for småbørns omhyggelige opdragelse. Selv virkeliggjorde han sin fordring: »kom, lad os leve for vore børn!«, thi med opbydelse af alle sine kræfter holdt han under savn og miskendelse fast ved sit livs opgave og førte den så vidt, at den frøbelske børnehave efter hans død har udviklet sig til et led i opdragelsen i de fleste kulturlande. Tyskland regner ham derfor blandt sine mest fortjente mænd.
I Danmark oprettedes et Fröbelseminarium i 1885.